# Splitská městská železnice
Splitská příměstská železnice (chorvatsky Splitska gradska željeznica; SGŽ) je příměstská železnice v chorvatském Splitu.
SGŽ tvoří od 10. prosince 2006 jedna linka se sedmi stanicemi na renovovaném úseku trati M604. Trať vede z nádraží Split do stanice v obci Kaštel Stari.
Trasa je dlouhá 17,8 km a jízda po celé délce trvá přibližně 25 minut. Linka prochází dvěma tunely v centru města Split. V delším z nich bylo na rok 2021 naplánováno otevření podzemní stanice (Split-HBZ). Uvažovalo se o spojení s letištěm Split (v roce 2025) a dalším rozšíření na Trogir s možnou elektrizací v dlouhodobém horizontu.[zdroj?]
Druhá linka mezi stanicemi Split a Split-Kopilica existovala od června do listopadu 2019, kdy byl provoz ukončen.[zdroj?]

## Historie

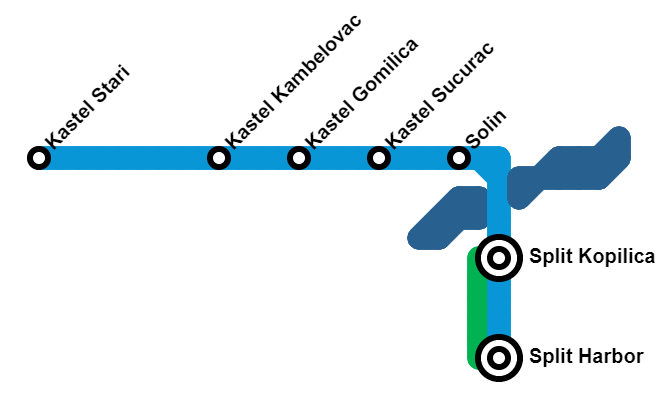
Mapa příměstské železniční sítě v červnu 2019

Většina potřebných železničních tratí byla dokončena již v době Rakouska-Uherska v říjnu 1877, kdy byl Split spojen se Siverićem přes Perković. Když se ve Splitu v roce 1979 pořádaly Středomořské hry, byl naplánován rozsáhlý příměstský železniční systém. Stávající trať Split Predgrađe - Split v přístavu byly zahloubeny pod zem. V souvislosti s plánováním dvoukolejné elektrizované železnice byla za cca 60 milionů HRK vybudována podzemní stanice Split-HBZ s tunelem dlouhým 1 893 m. Další část železnice byla dokončena v roce 1983.
Když v roce 1991 vypukla chorvatská válka za nezávislost, bylo na okupovaném území přerušeno železniční spojení mezi Splitem (a Dalmácií) a zbytkem Chorvatska. V době války od února 1993 do října 1994 zorganizovaly Hrvatske željeznice (HŽ), které v Dalmácii disponovaly mnoha nečinnými vozy a drážním personálem, krátkodobou a nepříliš úspěšnou Splitskou příměstskou železnici ze Splitu do Kaštel. Místní úřady tento projekt nepodpořily a dálkové vlakové soupravy se navíc ukázaly jako nevhodné pro příměstskou dopravu. Po skončení války v roce 1995 byl tento projekt ukončen.[zdroj?]
K obnovení projektu příměstské dopravy Chorvatských železnic došlo prosinci 2006, kdy byl také oznámen plán elektrizace trati a položení druhé koleje. Od roku 2007 existuje plán HŽ Infrastruktura na rekonstrukci železničního tunelu Split a otevření podzemní stanice Split-HBZ. Byla dokonce podepsána smlouva mezi HŽ Infrastruktura a městem Split, avšak na konci roku 2015 město projekt zastavilo s odkazem na nedostatek finančních prostředků. I přes silné protesty zrušily HŽ Putnički Prijevoz (HŽPP) v roce 2011 třetinu denních spojů.

## Aktuální stav

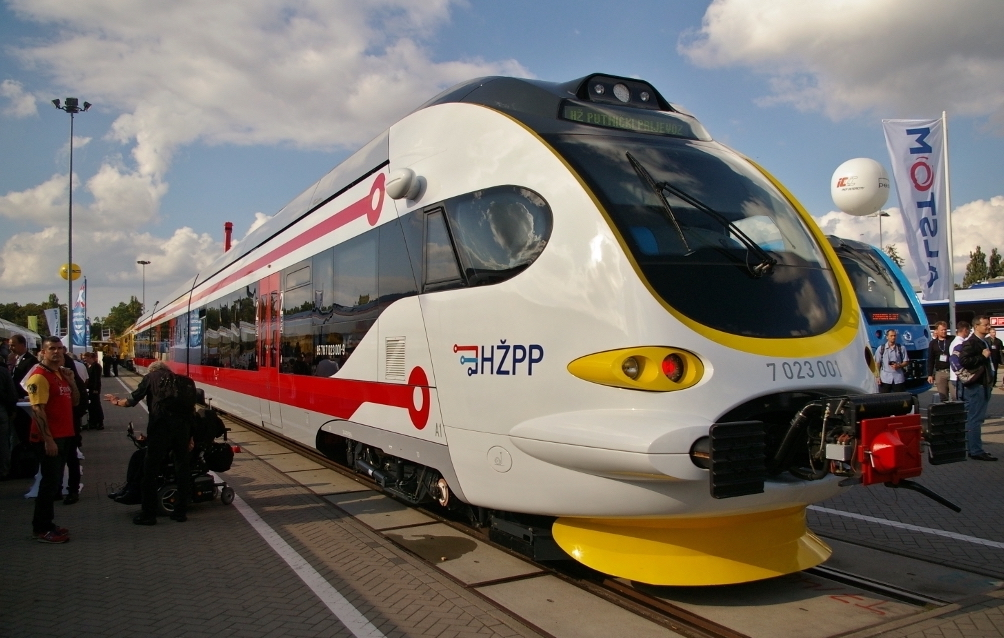
Od léta 2019 linku obsluhuje dieselová jednotka HŽ 7023 výrobců Končar a TŽV Gredelj.

Mezi hlavní problémy trati patří vzdálenost železničních stanic od sídel podél Kaštelského zálivu (konurbace Kaštela), neboť páteřní trať byla původně vybudována pro dálkový provoz ve směru na Knin a Záhřeb. Přes skutečnost, že okolo 35 % obyvatel Splitu, 40 % obyvatel Solinu a 50 % obyvatel Kaštel obývá lokality podél trati, nemá kvůli extenzivnímu rozrůstání obcí a nesystematickému územnímu plánování, kdy okolní oblast obklopují převážně rodinné domy s nízkou hustotou zalidnění, dobrý přístup k veřejné dopravě. Spolu s nedostatečně rozvinutou tradicí dojíždění příměstskou dopravou zůstává vysoká úroveň závislosti na dopravě osobními vozidly.
V roce 2007 obsloužila příměstská železnice pouze 57 078 cestujících a na jízdném vybrala 441 690 HRK. V roce 2010 byl již objem 111 000 obsloužených osob. Dopravní strategie měst Kaštela na roky 2016–2020 vyzvala k lepší integraci příměstské železnice s veřejnou dopravou, s odvoláním na špatný stav železniční infrastruktury, její zastaralost a nízkou kvalitu a bezpečnost příměstské železniční dopravy.
V průběhu června 2019 se od zahájení provozu úseku Split Predgrađe - Split prodalo pouze 635 jízdenek.
V březnu 2020 člen představenstva Chorvatských drah Darko Barisić představil probíhající plán HŽ, kdy společnost investovala 3,6 milionu HRK do rekonstrukce stanice Split Predgrađe. Dalších 7,5 milionu má být vynaloženo na výstavbu nových stanic (Dujmovača, Solin-Širina a Sveti Kajo), se zahájením stavebních prací na jaře 2020.
Nová stanice má být vybudována v Rudine, kde by se trať M604 měla odklonit k letišti ve Splitu a dále do Trogiru. Musí být ještě naplánována optimální trasa po studii proveditelnosti. Barisić rovněž informoval o záměru HŽ elektrifikace (elektrizace) trati.

### Bezpečnost
Vzhledem k tomu, že trať prochází příměstskou oblastí bez oplocení a je vybavena úrovňovými kříženími (železničními přejezdy) se silniční dopravou, dochází k častým, i tragickým, nehodám.
Linka Kaštel Stari - Split (a zpět) je obsluhována 17 páry vlaků ve všední dny a 8 páry o víkendech. Dopravce HŽ Putnički prijevoz na lince provozuje renovované dieselové jednotky Y1 a nové dieselové jednotky HŽ 7023. V souladu s jízdním řádem jezdí několikrát denně autobusový spoj mezi letištěm Split / Trogir a železniční stanicí Kaštel Stari.